# Trenza francesa

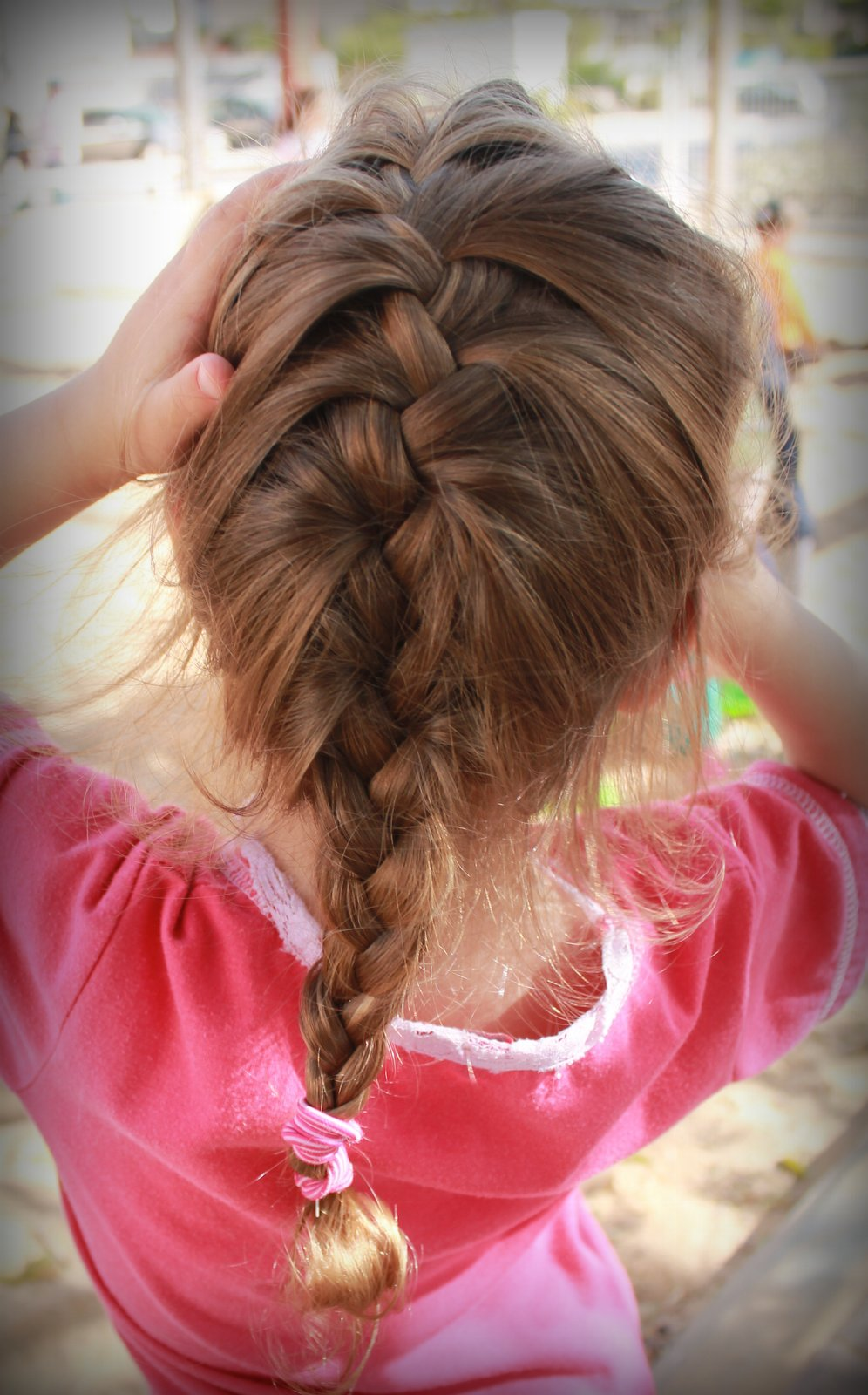
Trenza francesa

Una trenza francesa, también llamada trenza de raíz,  es un tipo de peinado que recoge el pelo a lo largo del cuero cabelludo, desde la parte superior de la cabeza hasta las puntas.

## Descripción
La forma más simple de realizar una trenza de tres mechones es dividiendo todo el cabello en tres secciones, que luego se entrelazan cerca del cuero cabelludo. Sin embargo, una trenza francesa empieza con tres pequeños mechones de cabello en la parte de la coronilla, que se entrecruzan una sola vez. A continuación, se repite lo mismo con mechones nuevos, hasta que hemos recorrido, de la coronilla hasta la nuca, todo el cuero cabelludo. El resultado final de este sofisticado peinado es que todo el cabello queda recogido en una elegante trenza. Si, antes de comenzar, se divide el cabello en dos o más partes y estas se mantienen separadas, se pueden crear múltiples trenzas francesas independientes.
En comparación con la trenza básica, la francesa tiene muchas ventajas prácticas: permite sujetar los cabellos de la parte superior de la cabeza que son demasiado cortos para llegar a la altura de la nuca y, además, reparte el peso y la tensión que ejerce la trenza por todo el cuero cabelludo. Sin embargo, hacer una trenza francesa presenta mayor dificultad que una trenza convencional debido a su mayor complejidad. En primer lugar, si nos hacemos la trenza a nosotros mismos, las manos trabajan durante más tiempo en la parte superior de la cabeza y, en segundo lugar, puede dejar el cabello más enredado, ya que, al hacerla, intervienen más mechones que en la trenza clásica.

## Historia

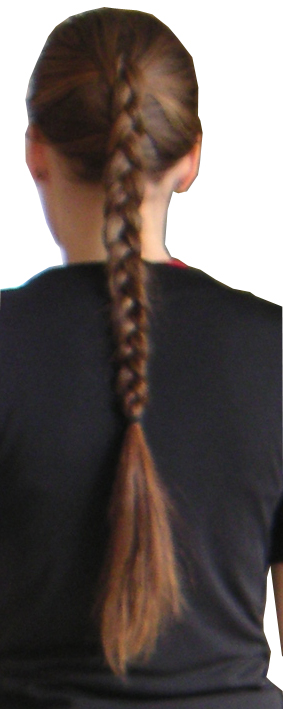
Trenza holandesa

El término french braid aparece por primera vez en inglés en el año 1871, en un número de la revista femenina estadounidense Arthur's Home Magazine. Concretamente, aparece en un relato corto de ficción en el que se describe este estilo como un peinado nuevo (... “recógete el cabello en esa nueva trenza francesa”...). Pero aquel texto no contenía ilustraciones, por lo que es imposible saber si se referían al mismo peinado tal y como se conoce hoy en día.
Sin embargo, de acuerdo con las bases de datos oficiales, no se tiene constancia de que se utilizase este término en español hasta un siglo después, concretamente en el año 1996. El término “trenza francesa” aparece documentado en la novela de la autora puertorriqueña Esmeralda Santiago titulada El sueño de América, publicada en Barcelona ese mismo año.

## Variantes
Algunas de las variantes de este peinado son:
- Trenza holandesa: Una trenza holandesa (también llamada trenza francesa invertida) es aquella cuyos tres mechones de cabello se entrelazan hacia atrás, en lugar de hacia delante. El resultado es una trenza que parece realizada desde el final en lugar de desde el origen y, además, sobresale en lugar de ir hacia adentro.

- Trenza de espiga: Una trenza de espiga (también llamada trenza de cola de pez) se parece a una trenza francesa en cuanto a la finura del patrón, pero el cabello se divide solo en dos secciones en lugar de tres. A este estilo se le denominaba trenza griega en el siglo XIX.

- Trenza infinito: Las variantes de esta trenza también se utilizan para preparar las colas de caballo para las exhibiciones, el polo y el polocrosse.[3]